# Roman Seljak
Roman Seljak (* 27. September 1934 in Žiri; † 8. April 1994 in Kranj) war ein jugoslawischer Skilangläufer.
Seljak, der für den SK Triglav Kranj startete, kam bei den Weltmeisterschaften 1962 in Zakopane auf den 62. Platz über 15 km sowie auf den 17. Rang mit der Staffel und bei den Weltmeisterschaften in Oslo auf den 51. Platz über 30 km, auf den 48. Rang über 15 km sowie auf den 12. Platz in der Staffel. Bei seiner einzigen Teilnahme an Olympischen Winterspielen im Februar 1964 in Innsbruck belegte er den 46. Platz über 15 km, den 45. Rang über 30 km und zusammen mit Mirko Bavče, Janko Kobentar und Cveto Pavčič den 12. Platz in der Staffel.